# Lédenon
Lédenon – miejscowość i gmina we Francji, w regionie Oksytania, w departamencie Gard.
Według danych na rok 1990 gminę zamieszkiwało 938 osób, a gęstość zaludnienia wynosiła 48 osób/km² (wśród 1545 gmin Langwedocji-Roussillon Lédenon plasuje się na 361. miejscu pod względem liczby ludności, natomiast pod względem powierzchni na miejscu 392.).